# American Anthropological Association

Logo

Die American Anthropological Association (AAA) ist die weltweit größte fachwissenschaftliche Vereinigung für Anthropologie. Sie wurde 1902 gegründet, ist in 40 Sektionen gegliedert und gibt 22 Zeitschriften heraus. Amtierende AAA-Präsidentin (2024/2025) ist Whitney Battle-Baptiste (University of Massachusetts Amherst).

## AAA-Sektionen (Auswahl)
- American Ethnological Society (AES)[3]
- Archaeology Division (AD)
- Association for Africanist Anthropology (AfAA)
- Association for Feminist Anthropology (AFA)
- Association for Political and Legal Anthropology (APLA)
- Association for Queer Anthropology  (AQA)
- Association for the Anthropology of Policy (ASAP)
- Association of Black Anthropologists (ABA)
- Association of Indigenous Anthropologists (AIA)
- Association of Latina and Latino Anthropologists (ALLA)
- Society for Anthropological Sciences (CAS)
- Society for Anthropology in Community Colleges (SACC)
- Society for Cultural Anthropology (SCA)
- Society for East Asian Anthropology (SEAA)
- Society for Economic Anthropology (SEA)
- Society for Humanistic Anthropology (SHA)
- Society for Latin American and Caribbean Anthropology (SLACA)
- Society for Linguistic Anthropology (SLA)
- Society for Medical Anthropology (SMA)
- Society for Psychological Anthropology (SPA)
- Society for the Anthropology of Europe (SAE)

## Liste der AAA-Präsidentschaften
Folgende Personen amtierten seit 1902 als Präsidenten der American Anthropological Association:
- William John McGee (1902–1904)
- Frederic Ward Putnam (1905–1906)
- Franz Boas (1907–1908)
- William Henry Holmes (1909–1910)
- Jesse Walter Fewkes (1911–1912)
- Roland Burrage Dixon (1913–1914)
- Frederick Webb Hodge (1915–1916)
- Alfred Louis Kroeber (1917–1918)
- Clark Wissler (1919–1920)
- William Curtis Farabee (1921–1922)
- Walter Hough (1923–1924)
- Aleš Hrdlička (1925–1926)
- Marshall Howard Saville (1927–1928)
- Alfred Marston Tozzer (1929–1930)
- George Grant MacCurdy (1931)
- John Reed Swanton (1932)
- Fay-Cooper Cole (1933–1934)
- Robert Harry Lowie (1935)
- Herbert Joseph Spinden (1936)
- Nels Christian Nelson (1937)
- Edward Sapir (1938)
- Diamond Jenness (1939)
- John Montgomery Cooper (1940)
- Elsie Clews Parsons (1941)
- Alfred Kidder (1942)
- Leslie Spier (1943)
- Robert Redfield (1944)
- Neil Merton Judd (1945)
- Ralph Linton (1946)
- Ruth Benedict (Januar–Mai 1947)
- Clyde Kluckhohn (Mai–Dezember 1947)
- Harry Lionel Shapiro (1948)
- Alfred Irving Hallowell (1949)
- Ralph Leon Beals (1950)
- William White Howells (1951)
- Wendell Clark Bennett (1952)
- Frederick Russell Eggan (1953)
- John Otis Brew (1954)
- George Peter Murdock (1955)
- Emil Walter Haury (1956)
- Edward Adamson Hoebel (1957)
- Harry Hoijer (1958)
- Sol Tax (1959)
- Margaret Mead (1960)
- Gordon Randolph Willey (1961)
- Sherwood Larned Washburn (1962)
- Morris Edward Opler (1963)
- Leslie Alvin White (1964)
- Alexander Spoehr (1965)
- John Philip Gillin (1966)
- Frederica de Laguna (1967)
- Irving Rouse (1968)
- Cora DuBois (1969)
- George McClelland Foster Jr. (1970)
- Charles Wagley (1971)
- Anthony F. C.  Wallace (1972)
- Joseph Bartholomew Casagrande (1973)
- Edward Holland Spicer (1974)
- Ernestine Friedl (1975)
- Walter Goldschmidt (1976)
- Richard Newbold Adams (1977)
- Francis L. K. Hsu (1978)
- Paul Bohannan (1979)
- Conrad Maynadier Arensberg (1980)
- William Curtis Sturtevant (1981)
- Mary Margaret Clark (1982)
- Dell Hymes (1983)
- Nancy Oestreich Lurie (1984–1985)
- June Helm (1986–1987)
- Roy Abraham Rappaport (1988–1989)
- Jane E. Buikstra (1989–1991)
- Annette Barbara Weiner (1991–1993)
- James Peacock (1993–1995)
- Yolanda T. Moses (1995–1997)
- Jane H. Hill (1997–1999)
- Louise Lamphere (1999–2001)
- Donald Lawrence Brenneis (2001–2003)
- Elizabeth Brumfiel (2003–2005)
- Alan H. Goodman (2005–2007)
- Setha M. Low (2007–2009)
- Virginia Rosa Dominguez (2009–2011)
- Leith Mullings (2011–2013)
- Monica Heller (2013–2015)
- Alisse Waterston (2015–2017)
- Alex Barker (2017–2019)
- Akhil Gupta (2019–2021)
- Ramona Pérez (2021-–2023)